# TON Pułaskiego
TON Suwałki ul. Pułaskiego – Telewizyjny Ośrodek Nadawczy w Suwałkach znajdujący się przy ul. Pułaskiego na budynku Komendy Miejskiej Policji.

## Transmitowane programy radiowe
| L.p | Program   | Właściciel           | Częstotliwość | Moc Nadajnika | Polaryzacja |
| --- | --------- | -------------------- | ------------- | ------------- | ----------- |
| 1.  | RMF MAXXX | Grupa RMF Sp. z o.o. | 97,5 MHz      | 0.40 kW       | Pionowa     |

## Transmitowane programy
Do 17 czerwca 2013 roku z nadajnika był nadawany kanał TVN na częstotliwości 631,25 MHz (kanał 41) o mocy 1kW.